# 白銀の乱舞
白銀の乱舞（はくぎんのらんぶ、ドイツ語: Der weiße Rausch） は、1931年に公開されたドイツの山岳映画。監督、脚本アーノルド・ファンク。出演ハンネス・シュナイダー、レニ・リーフェンシュタール、グスタフ・ラントシュナー、ヴァルター・リムル。

## あらすじ
レニィは憧れのアルプス山脈はアールベルグのスキー場へ行き、シュナイダーからスキーの指導を受ける。最初は不慣れだった彼女も次第にうまくなっていった。
一年後、再びスキー場を訪れたレニィは、ハンブルグから来た2人組の指物師と会う。
ところで、このスキー場ではキツネ狩りという遊びがあった。この遊びは猟師役のスキーヤー数十名が狐役のスキーヤー数名を追いかけるというものであり、狐役には熟練した技術の持ち主だけが選ばれることになっていた。そして、今年はレニィとシュナイダーが狐役に選ばれた。

## キャスト
| 役名       | 俳優                       | 日本語吹替                     |
| 役名       | 俳優                       | TBS版                          |
| ---------- | -------------------------- | ------------------------------ |
| ハンネス   | ハンネス・シュナイダー     | 中村正                         |
| レニィ     | レニ・リーフェンシュタール | 杉田郁子                       |
| ロタール   | ロタール・エバースバーグ   | 野村道子                       |
| フィチェ   |                            | 矢田稔                         |
| テェチェ   |                            | 今西正男                       |
| マット     |                            | 村瀬正彦                       |
| スキーヤー |                            | 吉沢久嘉                       |
| 山小屋主人 |                            | 寺島幹夫                       |
|            |                            |                                |
| 演出       |                            |                                |
| 翻訳       |                            |                                |
| 効果       | 効果                       | 坂東智                         |
| 調整       |                            |                                |
| 制作       | 制作                       | 服部プロダクション             |
| 解説       |                            |                                |
| 初回放送   | 初回放送                   | 1961年9月16日 『週末名画劇場』 |